# 布宜诺斯艾利斯省
布宜诺斯艾利斯省（西班牙語：Buenos Aires）為南美國家阿根廷二十三省之一，是阿根廷二十四个自治省份（estados autogobernados）之一或者一级司法管辖权（jurisdicciones de primer orden）之一和二十五个阿根廷国会选区之一，是阿根廷人口最多的省份。它位於阿根廷東部臨海處，首府為拉普拉塔。布宜諾斯艾利斯原本屬於該省，但在1880年獨立。
省份位于聖大非省和恩特雷里奥斯省南部，东北部与拉普拉塔河和布宜诺斯艾利斯市接壤，东南部面向阿根廷海，西南边与内格罗河省接壤，在西边与拉潘帕省接壤，西北部与科尔多瓦省接壤。

## 历史

### 西班牙殖民时期
布宜诺斯艾利斯省的历史开始在当胡安·迪亚兹·德·索利斯发现拉普拉达河，他登陆了马丁加西亚岛，成为了第一个落地于阿根廷的欧洲人。可是他在与美洲原住民的斗争中去世，存活下来的的人回到西班牙。与此同时，麦哲伦正在寻找如何前往亚洲的道路。
在1536年2月2日，佩德罗·德门多萨建造了“圣母玛丽亚”港口。这个城市被奎兰迪斯人打劫，并与1541年这个城市被西班牙人放弃。在1580年6月11日，在同一个地方，胡安·德·加里在这里造了名为“圣玛丽亚市从圣玛丽亚德洛斯布宜诺斯艾利斯港口”。1776年这里成为拉普拉塔总督的首都。

### 独立后
阿根廷独立后布宜诺斯艾利斯从该省分离成为自治市。

## 行政区划

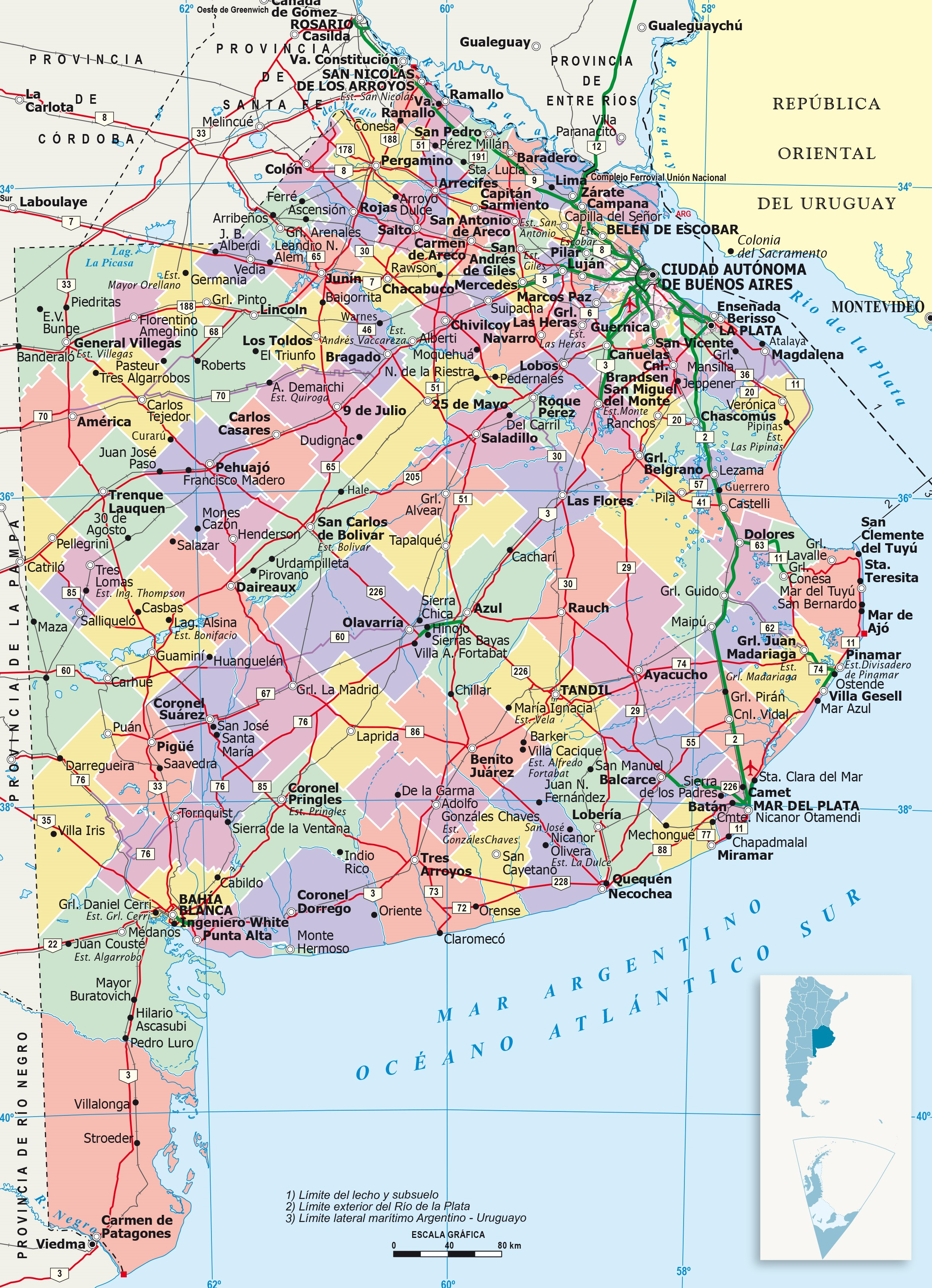
布宜诺斯艾利斯省的135个Partido

與該國其他省份不同，布宜諾斯艾利斯的地域劃分稱為Partido，而不是Departamento。這些也由省的市級部門組成。Partido-市鎮覆蓋整個省級領土，並使用相鄰的ejido系統。 截至2009年12月，共有135個政黨。2009年法律宣布的最後一個Partido是Lezama。